# Die Nonne und der Kommissar – Todesengel
Die Nonne und der Kommissar – Todesengel ist ein vom Südwestrundfunk in Zusammenarbeit mit der Baden-Badener Maran Film produzierter deutscher Fernsehfilm. Regisseur ist Hajo Gies. Gedreht wurde die Kriminalkomödie im Kloster Bebenhausen, im Wald bei Baden-Baden und in Tübingen. Die Erstausstrahlung erfolgte am 5. August 2009 im Ersten. Der Film ist die Fortsetzung von Die Nonne und der Kommissar aus dem Jahr 2006 und erfuhr 2012 mit Die Nonne und der Kommissar – Verflucht eine weitere Fortsetzung.

## Handlung
Die in das Kloster Marienthal strafversetzte eigenwillige, aber liebenswerte Nonne Camilla ist Hobbydetektivin mit Leib und Seele. Dann passiert tatsächlich ein Einbruch. Schwester Anabel wird im Kloster von einem Einbrecher überrascht und niedergeschlagen. Daraufhin befindet sich die Nonne im Koma. Allerdings scheint im Kloster nichts gestohlen worden zu sein; die Spenden für das kaputte Dach sind noch da und auch von der „göttlichen“ Pflaumenmarmelade fehlt nichts. 
Gemeinsam mit den Kommissaren Josef Baumert und Danni Köhler möchte Camilla herausfinden, wie es zu dem Einbruch im Kloster gekommen ist und was das Motiv dahinter war. Schon bald erkennt Camilla, dass die Einbrechenden den wertvollen hölzernen Engel im Klosterkreuzgang stehlen und dafür den Zeitpunkt eines Konzertes des Opernsängers Mario da Fonte ausnutzen wollten. Baumert ist wenig begeistert, dass sich die vorwitzige Nonne wieder einmal in seine Ermittlungen einmischen will. Zudem nervt sie ihn mit ihrer Forderung Schwester Anabel unter Polizeischutz zu stellen. Vermutlich hatte sie den Täter gesehen und befindet sich somit Lebensgefahr. Camilla hält den Versicherungsagenten Herbert Fritsche für verdächtig, der zuletzt im Kloster wegen des Engels zugegen gewesen war. Er kannte somit zahlreiche Details, die ihm für einen Diebstahl nützlich sein konnten. Camilla fühlt diesem Mann „auf den Zahn“ und ist sich sicher, dass er irgendwie mit dem Einbruch zu tun hat. Als sie Fritsche heimlich folgt, führt sie der Weg geradezu in das Atelier von Christopher Grunewald, dem Sohn des Künstlers, der den Holzengel angefertigt hatte. Im Gästebuch findet sie eine Eintragung von Opernsänger Mario da Fonte, was sie misstrauisch werden lässt. Von der Oberin erfährt sie, dass sich da Fontes Agentur selbst für das Konzert eingesetzt hatte.
Kommissar Baumert findet derweil heraus, dass der Engel eine Fälschung ist und nicht das Original von Wolfgang Grunewald sein kann. Und auch er findet ein Indiz, dass auf den Opernsänger deutet. Doch ehe er dieser Spur nachgehen kann, braucht Camilla seine Hilfe. Sie hatte sich ins Krankenhaus begeben, um zu versuchen Schwester Anabel aus dem Koma zu erwecken. Dabei entdeckte sie eine verdächtige Person, die nach kurzer Verfolgungsjagd von Baumert gestellt werden kann. Doch handelt es sich dabei nur um einen jungen Mann, der zu einem Rendezvous mit einer Krankenschwester wollte. Trotzdem war tatsächlich der Einbrecher im Zimmer von Schwester Anabel und hatte versucht sie über die Infusion zu vergiften. Dank Camillas Aufmerksamkeit wurde dies schnell bemerkt und schlimmeres verhütet. 
Baumert sucht nun umgehend den Opernsänger auf, der sich in unmittelbarere Nähe des Klosters eine Wochenendhaus gekauft hatte und offensichtlich ein Liebhaber deutscher Schnitzkunst ist. Bei einer heimlichen Hausdurchsuchung findet Baumerts Assistent den Original-Engel in da Fontes Haus. Während er ihn damit überführt sieht, geht Camilla einer neuen Spur nach: Anabel sollte mit Insulin zum Schweigen gebracht werden und Camilla weiß, dass Gregor Lindemann, der früher im Atelier Grunewald mitgearbeitet hatte, wo da Fonte kürzlich zu Gast war, zuckerkrank ist. Offensichtlich hatte er sich mit da Fonte darüber verständigt, wie sie den Engel aus dem Kloster stehlen können. Dafür ließ er sich von da Fonte gut bezahlen und hoffte so Grunewalds Witwe für sich gewinnen zu können. Lindemann sieht sich überführt und entzieht sich einer Festnahme durch Selbstmord. Mario da Fonte muss das Diebesgut dem Kloster wieder zurückgeben und in einem feierlichen Akt, wird die Holzfigur wieder aufgestellt.

## Kritik
Rainer Tittelbach von tittelbach.tv urteilte: „Auch wenn Schwester Camilla eine Kunstfigur ist, so ist sie doch eine, von der man denkt: die würde ich gerne kennen. Dem Zuschauer mag das beim Debüt des ungleichen Paares vor drei Jahren ähnlich gegangen sein. ‚Zum Glück überzeugt die Kramer als impulsive Nonne in Turnschuhen ebenso wie Halmer als gottloser Grantler‘, schrieb eine Programmzeitschrift. So wohlwollend lässt sich der zweite Streich der Miss-Marple-Don-Camillo-Mär nicht beurteilen. Selbst eine fulminante Einschaltquote kann also zum Fluch werden. Die Macher glaubten sich offenbar nach dem überraschenden Erfolg auf der sicheren Seite. Die Story, schon beim Debüt eher Vorwand für den vorwitzigen Gedankenaustausch zwischen naivem Gottvertrauen und (un)gesundem Pessimismus, verflacht endgültig und besitzt einen noch geringeren Spannungsfaktor als ‚Pfarrer Braun‘. Der ideologische Disput zwischen Strahlefee und Griesgram köchelt auf Niedrigniveau ohne philosophische Zwischentöne.“
Prisma.de sah das ähnlich und schrieb: „diese Krimikomödie [hat] nichts wirklich Neues zu erzählen, denn was beim ersten Mal vielleicht noch originell war, langweilt nun schon nach kurzer Zeit. Da helfen auch die Wortgefechte von Ann-Kathrin Kramer und Günther Maria Halmer nichts!“
Tilmann P. Gangloff wertete für Kino.de: „Der Film plätschert ohne größere Aufregungen vor sich hin. Lustig ist der als Krimikomödie angelegte Film ohnehin nicht, zumal das Drehbuch nicht mal vor Anleihen bei den ‚Vätern der Klamotte‘ zurückschreckt. Auch Camillas Zwiegespräche mit ihrem Herrn sind nicht witzig, sondern lassen die Figur bloß einfältig erscheinen. Originellere Einfälle als die heimliche Vorliebe der Schwester Oberin (Brigitte Janner) für den ‚Tatort‘ hat Brand kaum zu bieten. Gies wiederum inszeniert mitunter derart betont beiläufig, dass man ohnehin alsbald weiß, wo der Täter zu suchen ist. Und ob die Nonnen mit ihren gezupften Augenbrauen und dem sorgfältigen Make-up tatsächlich den Regeln selbst moderner Klostergemeinschaften entsprechen, ist auch noch die Frage.“
Die Kritiker der Fernsehzeitschrift TV Spielfilm zeigten mit dem Daumen zur Seite und vergaben für Humor und Spannung je einen von drei möglichen Punkten. Bemängelt wurde: „Plumpe Gags und klamaukige Inszenierung verführen das Ensemble zum Chargieren. Nach dem hysterisch albernen Anfang wird der Fall immerhin noch leidlich spannend.“ Die Wertung wurde lakonisch gereimt: „Im ‚Namen der Rose‘: Das ging fast in die Hose!“.